# Qasr Elabyad
Qasr Elabyad (tiếng Ả Rập: قصر الأبيض) là một ngôi làng Syria nằm ở Sinjar Nahiyah ở huyện Maarrat al-Nu'man, Idlib. Theo Cục Thống kê Trung ương Syria (CBS), Qasr Elabyad có dân số 503 trong cuộc điều tra dân số năm 2004.